# Área de um batedor
A área de um batedor no críquete é uma das duas áreas no campo de críquete. Cuando um batedor está numa área (por tocar seu corpo ou taco no chão), não é possível que os dois batedores estão corrido fora (run out) se o wicket nessa área está tocado pela bola. Pra marcar um ponto, os dois batedores podem estar em áreas diferentes, e correr à outra área.
Todo o campo é numa area de um batedor, mas não a área entre as pregas de colocação (linhas no solo) e as pregas mesmas.

## Referencias
1. ↑  https://lords-stg.azureedge.net/mediafiles/lords/media/documents/laws-of-cricket-portugese-10655.pdf